# Dreifaltigkeitskapelle (Koblenz-Güls)

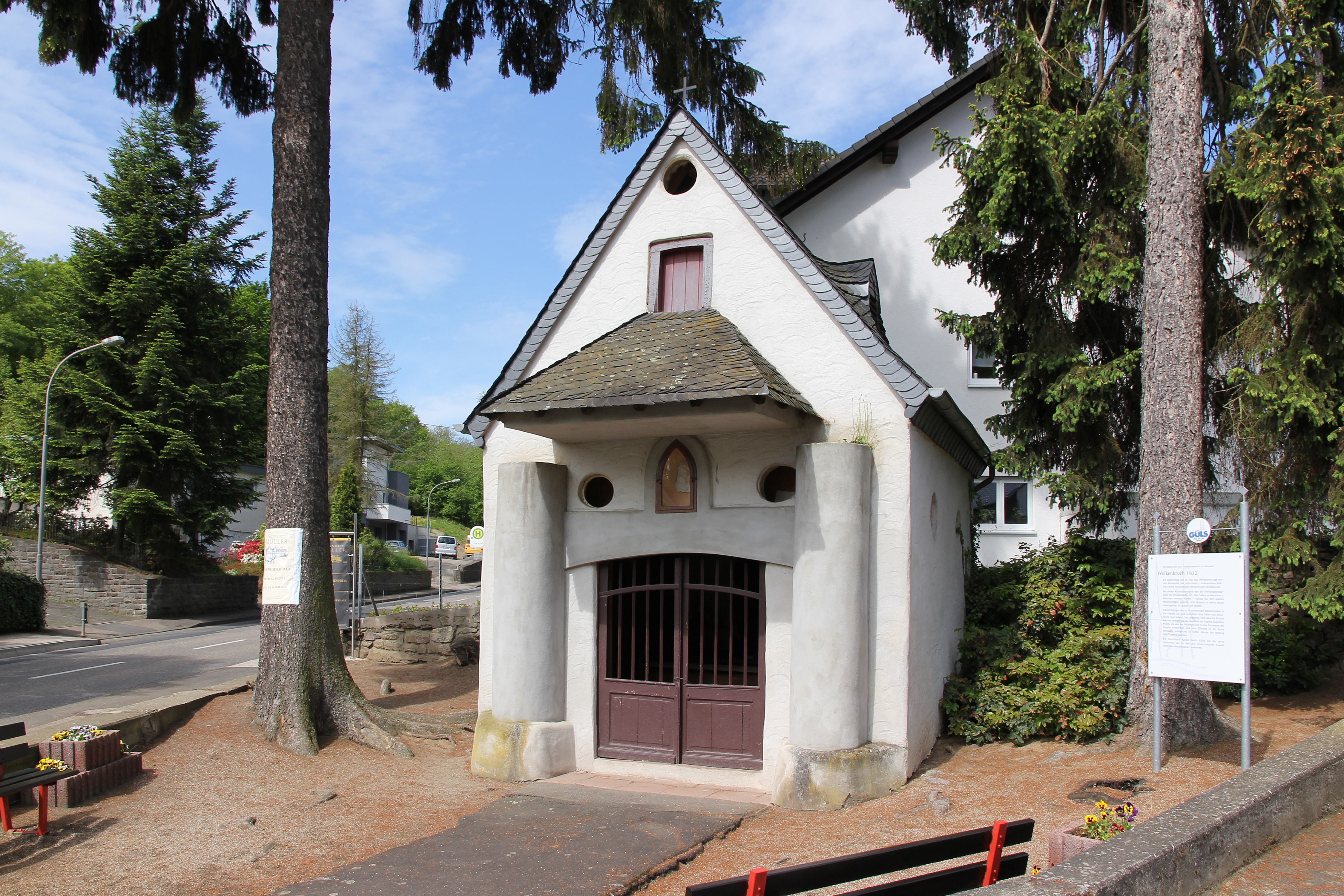
Die Dreifaltigkeitskapelle in Koblenz-Güls

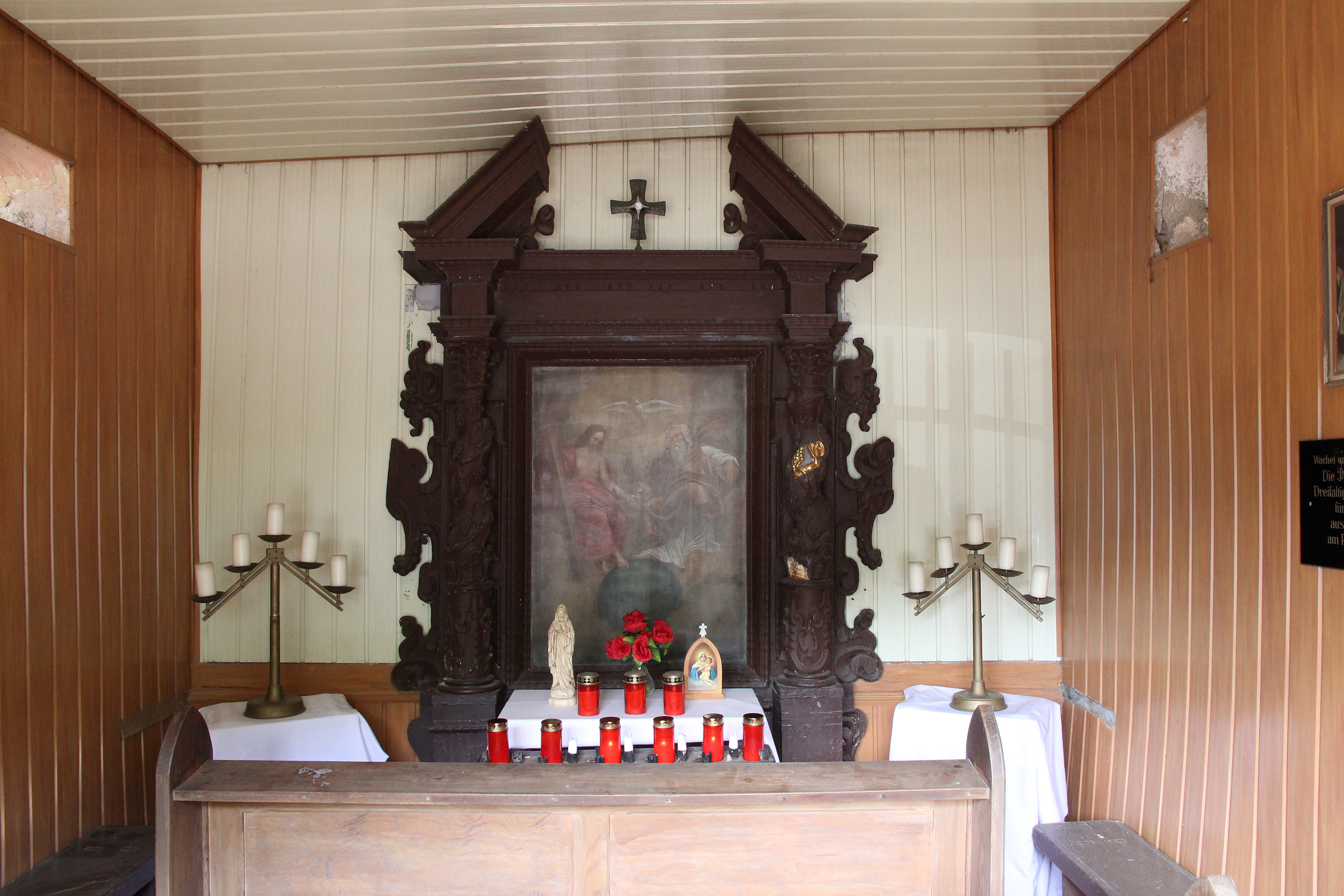
Innenraum mit dem alten Altar

Die Dreifaltigkeitskapelle ist eine katholische Kapelle in Koblenz. Die Kapelle, deren Erbauung nicht datiert werden kann, liegt im Stadtteil Güls und ist eine Gedenkstätte für die Hochwasserkatastrophe im Jahr 1932. Sie trägt das Patrozinium der heiligen Dreifaltigkeit.

## Geschichte
Die Dreifaltigkeitskapelle wurde auf dem Grundstück der benachbarten Müllers Mühle errichtet. Die Erbauungszeit kann wegen fehlender Quellen nicht mehr ermittelt werden. Wahrscheinlich ist aber, dass die Kapelle aus der Zeit nach dem Dreißigjährigen Krieg stammt.
Bekanntheit erlangte die Kapelle durch ein Ereignis am 16. Mai 1932. Bei einem Unwetter suchten 34 Menschen Schutz in dem Gebäude. Durch die folgende Sturzflut wurden die Menschen jedoch eingeschlossen und drohten zu ertrinken. Arbeiter der benachbarten Mühle hörten die Hilfeschreie und konnten sie durch das Dach befreien. Vier Menschen starben durch die Sturzflut in Güls. Die geretteten Menschen dankten der heiligen Dreifaltigkeit für ihre Rettung und brachten ein Barockgemälde am Altar und eine Gedenktafel im Inneren an.

## Bau
Die Dreifaltigkeitskapelle ist ein kleiner Bau mit Satteldach. An der Front die Eingangstür, flankiert von Halbrundvorlagen, darüber zwei kleine Rundfenster. An der Wand der gegenüberliegenden Seite steht ein Altar aus der Mitte des 17. Jahrhunderts, der nach der Auflösung der Kartause Koblenz 1805 hier aufgestellt wurde. Der Altar hat einen Rahmen mit weinberankten Wendelsäulen, die einen Sprenggiebel tragen. Das Altarblatt zeigt ein Ölbild, das die heilige Dreifaltigkeit darstellt, aus dem 18. Jahrhundert. An der rechten Seitenwand hängt eine Gedenktafel der Überlebenden der Hochwasserkatastrophe von 1932. Hier steht zu lesen:
„Wachet und betet! Die 34 Geretteten danken der hl. Dreifaltigkeit und der lb. Gottesmutter für die glückliche Rettung aus der großen Wasserflut am Pfingstmontag 16. Mai 1932.“

## Denkmalschutz
Die Dreifaltigkeitskapelle ist ein geschütztes Kulturdenkmal nach dem Denkmalschutzgesetz (DSchG) und in der Denkmalliste des Landes Rheinland-Pfalz eingetragen. Sie liegt in Koblenz-Güls Am Mühlbach/Unter der Fürstenwiese.